# Adi Hütter
Adolf „Adi” Hütter (ur. 11 lutego 1970) – austriacki piłkarz występujący na pozycji pomocnika, obecnie trener piłkarski.
Profesjonalną karierę piłkarską rozpoczął w 1989 roku. Był wówczas graczem LASK. Później występował w Altach, GAK, a w latach 1993–2000 był związany z SV Casino / SV Wüstenrot Salzburg. Z ostatnim z wymienionych klubów sięgał po największe sukcesy – zdobył trzy mistrzostwa Austrii (w sezonach 1993/1994, 1994/1995, 1996/1997), tyle samo superpucharów kraju, dotarł także do finału Pucharu UEFA 1993/1994. Zagrał w rewanżowym meczu finału tych rozgrywek – zespół Hüttera dwukrotnie okazał się słabszy od Interu Mediolan (0-1; 0-1). Jako gracz Salzburga w latach 1994–1997 rozegrał 14 spotkań w austriackiej kadrze narodowej. Zdobył w niej trzy bramki.
Po opuszczeniu Stadionu Lehen ponownie grał w ekipie z Grazu, a także w Kapfenbergu oraz rezerwach Red Bulla Salzburg. W 2007 roku zdecydował o zakończeniu kariery i zajął się pracą trenerską.
W 2009 roku został szkoleniowcem drugoligowego SC Rheindorf Altach. Spędził tu trzy sezony, dwukrotnie poprowadził piłkarzy do 2. miejsca w końcowej tabeli, ale nie uzyskał promocji do austriackiej ekstraklasy (awans wywalczyli jedynie liderzy końcowej klasyfikacji). Hütter stanął następnie na czele SV Grödig. Jego podopieczni po roku zapewnili sobie grę w Bundeslidze i w sezonie 2013/2014 zajęli wysokie, trzecie miejsce, gwarantujące start w Lidze Europy. Był to największy sukces w historii prowincjonalnej drużyny z siedzibą nieopodal Salzburga.
12 maja 2014 roku Adi Hütter został mianowany nowym trenerem ówczesnego mistrza kraju, Red Bulla Salzburg. Podpisał dwuletnią umowę. Zastąpił na tym stanowisku Rogera Schmidta, który przeniósł się do Niemiec i objął wakat w Bayerze 04 Leverkusen.